# Буан (Арјеж)
Буан (фр. Bouan) је насељено место у Француској у региону Миди Пирене, у департману Арјеж.
По подацима из 2011. године у општини је живело 37 становника, а густина насељености је износила 10,76 становника/km².

## Демографија
| 1962. | 1968. | 1975. | 1982. | 1990. | 2011. |
| ----- | ----- | ----- | ----- | ----- | ----- |
| 66    | 58    | 43    | 37    | 29    | 37    |